# پوزه‌بیدان
پوزه‌بیدان (نام علمی: Pyralidae) نام یک تیره از زیرراسته پیچ‌زبانان است.